# 聖卡拉站
聖卡拉站是一座多倫多地鐵央街－大學線車站，坐落加拿大安大略省多倫多央街和聖卡拉路（St. Clair Avenue）的交界處以東，於1954年3月30日聯同央街線一起開幕。
下列由多倫多公車局營運的巴士和有軌電車線駛經聖克萊站：
- 74號快樂山巴士線（Mount Pleasant）
- 88號南利西巴士線（South Leaside）
- 97號央街巴士線（Yonge）
- 312號聖卡拉深宵巴士線（St. Clair）
- 320號央街深宵巴士線（Yonge）
- 512號聖卡拉有軌電車線（St. Clair）

## 外部連結
- 维基共享资源上的相關多媒體資源：聖卡拉站
- （英文）TTC St. Clair Station （页面存档备份，存于）－多倫多公車局網站 聖卡拉站頁面